# Druhá vláda Jicchaka Šamira
Druhá vláda Jicchaka Šamira byla sestavena 20. října 1986 Jicchakem Šamirem z Likudu. Šamir nahradil Šimona Perese z Ma'arach ve funkci premiéra v rámci dohody o rotaci ve vládě národní jednoty mezi oběma stranami. Jedinou další změnou v koalici bylo, že v ní nebyla jednomandátová Moraša, přičemž součástí vlády zůstaly Národní náboženská strana, Agudat Jisra'el, Šas, Šinuj a Omec, ačkoli Šinuj 26. května 1987 vládu opustil. 
Vláda působila až do 22. prosince 1988, kdy byla po volbách v listopadu 1988 sestavena 23. vláda.

## Členové vlády
| Vláda                                           | Vláda                                      | Vláda                     |
| Úřad                                            | Člen vlády                                 | Politická strana          |
| ----------------------------------------------- | ------------------------------------------ | ------------------------- |
| Předseda vlády                                  | Jicchak Šamir                              | Likud                     |
| Úřadující předseda vlády (de facto alternující) | Šimon Peres                                | Ma'arach                  |
| Místopředseda vlády                             | David Levy                                 | Likud                     |
| Místopředseda vlády                             | Jicchak Navon                              | Ma'arach                  |
| Ministr zemědělství                             | Arje Nechemkin                             | Ma'arach                  |
| Ministr komunikací                              | Amnon Rubinstein (do 26. května 1987)      | Šinuj                     |
| Ministr komunikací                              | Gad Ja'akobi (od 9. června 1987)           | Ma'arach                  |
| Ministr obrany                                  | Jicchak Rabin                              | Ma'arach                  |
| Ministr ekonomiky a plánování                   | Gad Ja'akobi                               | Ma'arach                  |
| Ministr školství a kultury                      | Jicchak Navon                              | Ma'arach                  |
| Ministr energetiky a infrastruktury             | Moše Šachal                                | Ma'arach                  |
| Ministr financí                                 | Moše Nisim                                 | Likud                     |
| Ministr zahraničních věcí                       | Šimon Peres                                | Ma'arach                  |
| Ministryně zdravotnictví                        | Šošana Arbeli-Almozlino                    | Ma'arach                  |
| Ministr bydlení a výstavby                      | David Levy                                 | Likud                     |
| Ministr absorpce imigrantů                      | Ja'akov Cur                                | Ma'arach                  |
| Ministr průmyslu a obchodu                      | Ariel Šaron                                | Likud                     |
| Ministr vnitra                                  | Jicchak Perec (do 6. ledna 1987)           | Šas                       |
| Ministr spravedlnosti                           | Avraham Šarir                              | Likud                     |
| Ministr práce a sociální péče                   | Moše Kacav                                 | Likud                     |
| Ministr policie                                 | Chajim Bar-Lev                             | Ma'arach                  |
| Ministr náboženských věcí                       | Zevulun Hammer                             | Národní náboženská strana |
| Ministr vědy a technologie                      | Gid'on Pat                                 | Likud                     |
| Ministr turismu                                 | Avraham Šarir                              | Likud                     |
| Ministr dopravy                                 | Chajim Korfu                               | Likud                     |
| Ministr bez portfeje                            | Moše Arens (4. září 1987 – 18. dubna 1988) | Likud                     |
| Ministr bez portfeje                            | Mordechaj Gur (od 18. dubna 1987)          | Ma'arach                  |
| Ministr bez portfeje                            | Jig'al Hurvic                              | Omec                      |
| Ministr bez portfeje                            | Jicchak Moda'i                             | Likud                     |
| Ministr bez portfeje                            | Jicchak Perec (od 25. května 1987)         | Šas                       |
| Ministr bez portfeje                            | Josef Šapira                               | Nebyl členem Knesetu      |
| Ministr bez portfeje                            | Ezer Weizman                               | Ma'arach                  |
| Náměstek ministra při úřadu předsedy vlády      | Roni Milo (do 21. listopadu 1988)          | Likud                     |
| Náměstek ministra zemědělství                   | Avraham Kac-Oz                             | Ma'arach                  |
| Náměstek ministra obrany                        | Micha'el Dekel (do 21. listopadu 1988)     | Likud                     |
| Náměstek ministra financí                       | Adi'el Amora'i                             | Ma'arach                  |
| Náměstek ministra práce a sociální péče         | Refa'el Pinchasi                           | Šas                       |